# بیچ‌کرفت مدل ۹۹
بیچ‌کرفت مدل ۹۹ (به انگلیسی: Beechcraft Model 99) یک هواگرد چندمنظوره، ۱۵-۱۷ نفره مسافربری توربوپراپ با بدنه تحت فشار هوای تهویه شده است که ساخت شرکت بیچ‌کرفت است. این هواپیما از هواپیماهای قدیمیتر بیچ‌کرفت کینگ ایر و بیچ‌کرفت کوئین ایر توسعه یافته است.